# بينوا بيدريتي
بينوا بيدريتي (بالفرنسية: Benoît Pedretti) (12 نوفمبر 1980 في فرانش كومته) لاعب كرة قدم فرنسي يلعب حاليا في نادي الدرجة الأولى أوكسير الفرنسي في مركز الوسط المدافع .
بدأ مسيرته الرياضية في نادي سوشو سنة 1999 وقاده للتتويج ببطولة دوري الدرجة الثانية سنة 2001 والحصول على بطولة كأس الدوري الفرنسي سنة 2004 وبعدها قرر الانتقال إلى نادي مرسيليا لمدة موسم واحد ثم إلى نادي ليون حيث ساهم في الفوز ببطولة دوري الدرجة الأولى موسم 2005-2006 وكأس الأبطال الفرنسي سنة 2005 . بسبب عدم حصوله على فرصته الكاملة قرر الرحيل عن نادي ليون متوجها إلى نادي أوكسير سنة 2006 .
شارك مع منتخب فرنسا في 22 مباراة دولية من دون أن ينجح في تسجيل أي هدف وساهم في التتويج ببطولة كأس القارات 2003 التي أقيمت في فرنسا . كما شارك في بطولة كأس الأمم الأوروبية لكرة القدم 2004 التي أقيمت في البرتغال . قرر الاعتزال دوليا للتركيز على أدائه مع النادي سنة 2005 .
على مستوى الحياة الشخصية فهو متزوج ولديه بنت اسمها لينا (29 أغسطس 2005) .

## روابط خارجية
- بينوا بيدريتي على موقع رابطة كرة القدم الفرنسية للمحترفين (الإنجليزية)
- بينوا بيدريتي على موقع قاعدة بيانات كرة القدم.إي يو (الإنجليزية)
- بينوا بيدريتي على موقع ليكيب (الفرنسية)
- بينوا بيدريتي على موقع ناشيونال فوتبول تيمز (الإنجليزية)
- بينوا بيدريتي على موقع Soccerbase.com (لاعب) (الإنجليزية)
- بينوا بيدريتي على موقع Soccerway.com (الإنجليزية)
- بينوا بيدريتي على موقع عالم كرة القدم.نت (الإنجليزية)
- بينوا بيدريتي على موقع كووورة
- بينوا بيدريتي على موقع AS.com (الإسبانية)